# NGC 1470
NGC 1470 (również PGC 14002) – galaktyka spiralna (Sab), znajdująca się w gwiazdozbiorze Erydanu. Odkrył ją Frank Muller w 1886 roku.